# Dương Thế Vinh
Dương Thế Vinh là kỹ sư âm thanh lĩnh vực điện ảnh Việt Nam, ông thuộc biên chế Hãng phim Tài liệu và Khoa học Trung ương. Ông được phong tặng danh hiệu Nghệ sĩ ưu tú năm 2019.

## Tác phẩm
| Năm  | Tựa đề                    | Đạo diễn           | Chú thích |
| ---- | ------------------------- | ------------------ | --------- |
| 2012 | Ký ức một thời            | Nguyễn Văn Hướng   |           |
|      | Chúa sơn lâm sau song sắt |                    |           |
|      | Trầm cảm sau sinh         |                    |           |
| 2010 | Văn miếu Quốc Tử Giám     | Nguyễn Văn Hướng   |           |
| 2018 | Ánh sáng của con          | Đỗ Thị Huyền Trang |           |
| 2021 | Chuyến đi của thanh xuân  | Trịnh Quang Tùng   |           |

## Giải thưởng
| Năm  | Giải thưởng                        | Hạng mục      | Đề cử             | Tác phẩm                  | Kết quả   | Chú thích |
| ---- | ---------------------------------- | ------------- | ----------------- | ------------------------- | --------- | --------- |
| 2013 | Liên hoan phim Việt Nam lần thứ 18 | Phim tài liệu | Âm thanh xuất sắc | Ký ức một thời            | Đoạt giải | [ 2 ]     |
| 2015 | Liên hoan phim Việt Nam lần thứ 19 | Phim khoa học | Âm thanh xuất sắc | Chúa sơn lâm sau song sắt | Đoạt giải | [ 3 ]     |
| 2019 | Liên hoan phim Việt Nam lần thứ 21 | Phim khoa học | Âm thanh xuất sắc | Trầm cảm sau sinh         | Đoạt giải | [ 4 ]     |